# اچ‌ام‌اس استویک (پی۲۳۱)
اچ‌ام‌اس استویک (پی۲۳۱) (به انگلیسی: HMS Stoic (P231)) یک زیردریایی بود که طول آن ۲۱۷ فوت (۶۶ متر) بود. این زیردریایی در سال ۱۹۴۳ ساخته شد.